# IJustine
Justine Ezarik (/iːˈzɛrɪk/ ee-ZAIR-ik; sinh ngày 20 tháng 3 năm 1984) là một nữ YouTuber, người dẫn chương trình kiêm diễn viên người Mỹ. Cô được biết tới nhiều nhất với biệt danh iJustine, cùng với hơn 1 tỷ lượt xem trên nhiều kênh YouTube khác nhau của cô từ năm 2006. Cô từng là một lifecaster danh tiếng, trực tiếp tương tác với hàng triệu khán giả trên kênh Justin.tv của mình, ijustine.tv. Cô nhận được sự chú ý lớn và từng được mô tả là một "ngôi sao lifecast", một "ngôi sao truyền thông mới", hay một trong những lifecaster nổi tiếng nhất trên World Wide Web. Cô hiện đang đăng tải các video của mình trên kênh chính iJustine và kênh phụ iJustineGaming.
iJustine trở nên nổi tiếng nhờ video "hóa đơn iPhone 300 trang" của cô, sự việc xảy ra chỉ trong tháng đầu tiên sau thời điểm chiếc iPhone đời đầu được ra mắt năm 2007. Video được lan truyền nhanh và giúp cô nhận được sự chú ý từ quốc tế. Cô được xếp trong top 100 người dùng Twitter trên thế giới có hơn 1,9 triệu lượt theo dõi. iJustine cũng xuất hiện trong sê-ri hài kịch trên YouTube The Annoying Orange, thủ vai Passion Fruit. Năm 2016, cô là cố vấn cho Arnold Schwarzenegger trong loạt chương trình truyền hình thực tế The New Celebrity Apprentice. Cô còn là khách mời trên các bộ phim truyền hình như Law & Order: Special Victims Unit, Criminal Minds, The Bold and the Beautiful và The Vampire Diaries.

## Thời thơ ấu
iJustine sinh ra tại Pittsburgh, Pennsylvania, là con cả của Michelle, một giáo viên dạy thể dục, và Steve Ezarik, một thợ khai thác than mang dòng máu Slovak. Cô có hai người em gái, Breanne và Jenna. Giống như cha mẹ và hai người em gái, cô không có tên đệm. Vào lúc tốt nghiệp trường Trung học Bentworth, cô sống tại khu Scenery Hill ở Quận Washington, Pennsylvania.
Ezarik, học khoá 2002, cùng em gái Breanne kém 3 tuổi, từng là học sinh giỏi tại Bentworth. Breanne (học khóa năm 2005) từng là một vận động viên bóng chuyền và là lớp trưởng. Em gái út của Justine, Jenna (học khóa năm 2008 cũng tại trường Bentworth) cũng là một vận động viên bóng chuyền chơi cho đội tuyển toàn bang và cũng là một học sinh danh dự. Sau khi tốt nghiệp trung học, Justine nhận được học bổng thường niên từ Hiệp hội Trợ lý hành chính Quốc tế (International Association of Administrative Professionals).

## Sự nghiệp ban đầu
Sau khi tốt nghiệp Học viện Kỹ thuật Pittsburgh năm 2004, iJustine nhận được một số công việc trong ngành thiết kế đồ họa và biên tập video trước khi bắt đầu sự nghiệp riêng của mình. Vào tháng 12 năm 2006, cô lọt vào nhóm năm thí sinh dự chung kết cuộc thi "Yahoo! Talent Show", một cuộc thi do Yahoo! tài trợ dành cho các video trực tuyến xuất sắc nhất.
Cô từng đóng vai một nhà báo ảnh chụp hình về một vụ cướp ngân hàng ở trung tâm Pittsburgh trong bộ phim truyền hình The Kill Point của Spike TV được sản xuất tháng 5 năm 2007 và có sự tham gia diễn xuất của John Leguizamo và Donnie Wahlberg. Năm 2007, cô tham gia đồng dẫn chương trình và bình luận trên chương trình về công nghệ MacBreak và MacBreak Weekly cùng với Leo Laporte.

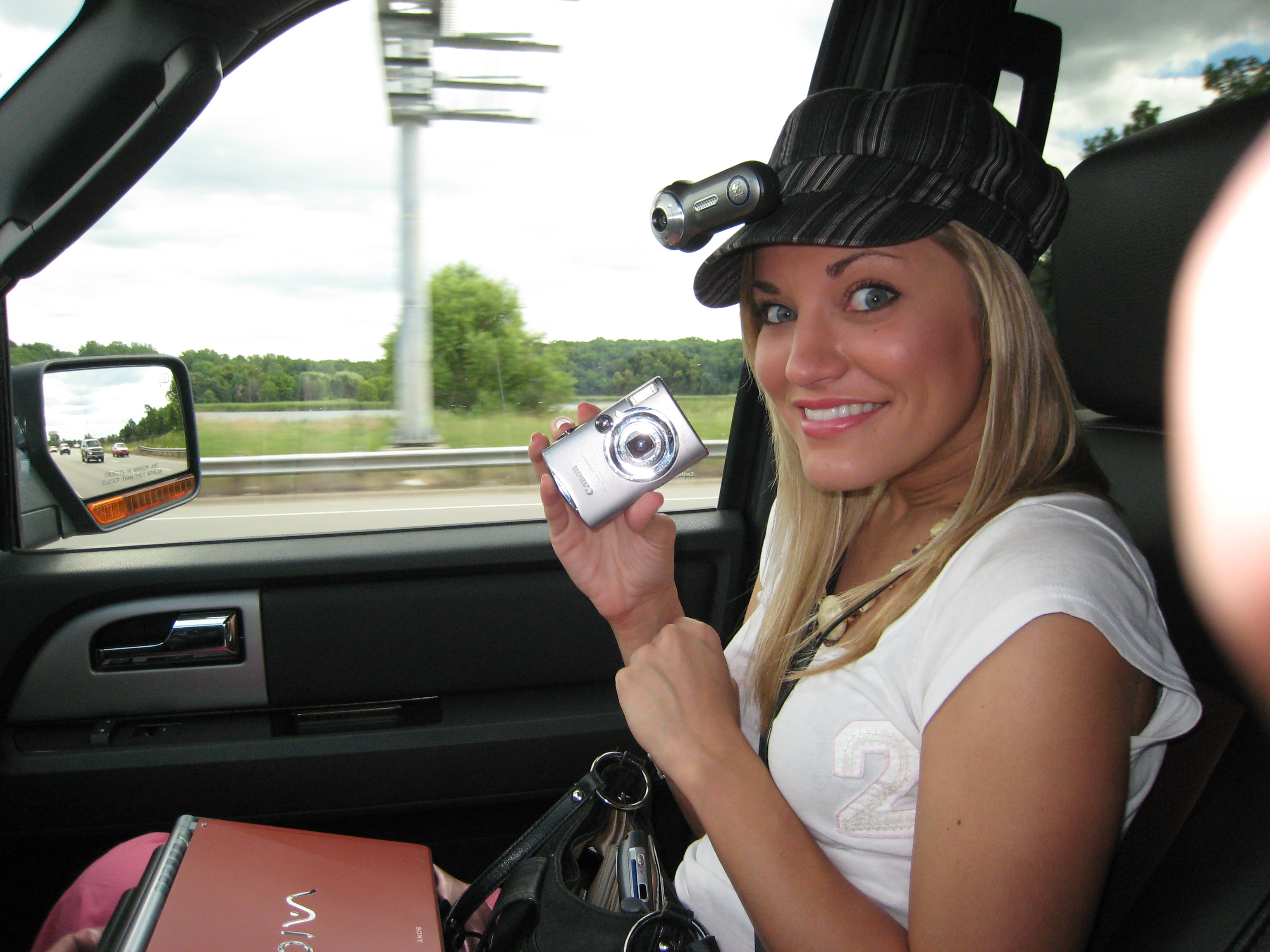
Justine cùng với công cụ lifecast của mình.

iJustine xuất hiện trực tiếp trên Internet qua một bộ webcam không dây và micro trên kênh lifecast riêng của mình có tên là iJustine trên trang web Justin.tv của Justin Kan. Tại đây cô bắt đầu truyền trực tiếp về đời sống của mình qua mạng Internet từ ngày 29 tháng 5 năm 2007. Cô chưa từng được trả bất cứ khoản thù lao nào với công việc tình nguyện này, do khi đó cô mới là người dùng thử beta cho kênh của Kan.
Các video blog thực tế của cô là video blog đầu tiên được xuất hiện trên Justin.tv. Kan đã được người hâm mộ khuyến khích cho phép một ai đó khác làm khách mời xuất hiện trên kênh lifecast của anh.
Ban đầu iJustine định làm một sê-ri video mới dành cho các khán giả yêu thích công nghệ vì họ là đối tượng đang bị gò bó trong nhiều sê-ri video trực tuyến sẵn có. Cô cho biết rằng mình không có ý định truyền đi những khoảnh khắc mà mình cho là riêng tư, đồng thời nói rằng "Điều đó không phải là vấn đề. Tôi sẽ cố hết mức có thể để lên sóng 24/7."
Khi chiếc iPhone ra mắt vào tháng 6 năm 2007, iJustine tới khu mua sắm Mall of America ở Bloomington, Minnesota, một khu ngoại ô ở phía nam của Minneapolis, Minnesota, để ghi lại sự kiện này. Cô được một người cổ xúy công nghệ mời quay chương trình của mình tại khu mua sắm này thay vì chọn cửa hàng Apple ở Shadyside như đã dự kiến ban đầu.
Cô cũng ghi lại buổi tiệc công chiếu loạt phim "The Kill Point" vào ngày 22 tháng 7 năm 2007 trực tiếp trên kênh lifecast của mình. iJustine được đưa vào danh sách các lifecaster nổi tiếng nhất trên trang web Justin.tv trong các số xuất bản tháng 10 năm 2017 của cả The New York Times và The Wall Street Journal.

## Hóa đơn iPhone 300 trang

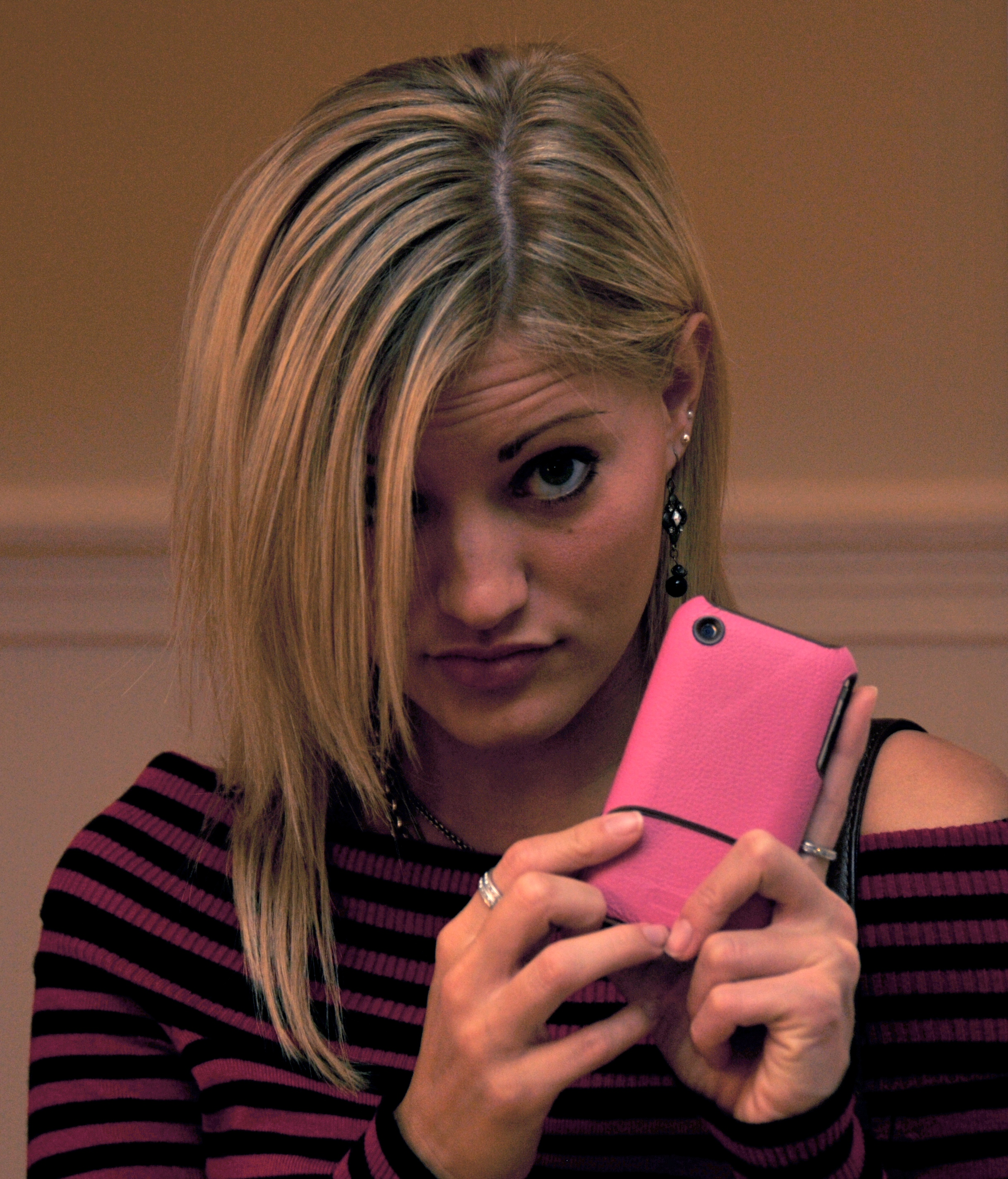
iJustine cùng chiếc iPhone (2008)

Vào tháng 8 năm 2007, cô thực hiện video "Hóa đơn iPhone 300 trang" và đăng tải lên trang chia sẻ video trực tuyến YouTube, tại đây video nhanh chóng trở thành một meme trên Internet. Cô cũng đăng tải video này lên một số trang chia sẻ video khác. Các câu chuyện về những tờ hóa đơn bất ngờ đã bắt đầu lan truyền trong các trang blog và cả giới truyền thông công nghệ sau màn ra mắt chiếc iPhone được quảng bá và mong đợi rất lớn, nhưng phải đến đoạn video clip này giới truyền thông đại chúng mới biết tới vụ việc này. Mười ngày sau khi đăng tải, video thu hút được hơn 2 triệu lượt xem trên Internet, và được truyền thông quốc tế phản ánh và đưa tin. Tới tháng 12 năm 2007, video được cho là đã đạt tới hơn 8 triệu lượt xem. Chính nó đã giúp iJustine nhận được khoản thanh toán 5.000 USD từ dịch vụ video hosting Revver.
Một phần nhờ sự chú ý lớn tới đoạn video này, cô cùng chính tập hóa đơn iPhone này đã xuất hiện trong video âm nhạc cho bài hát "FIRETRUCK", một video hài của nhóm Smosh.

## Sự nghiệp video lan truyền nhanh và nổi tiếng trên Internet
iJustine cũng xuất hiện trên sê-ri hàng tuần People of the Web của Kevin Sites trên Yahoo! News ngày 28 tháng 8 năm 2017 cùng với Justin Kan, người tạo lập trang Justin.TV. Sites gọi cô là "ngôi sao chính của trang cho tới nay," và nói rằng "cô ấy có ngoại hình đẹp kiểu người mẫu và còn có sự hiểu biết về công nghệ, gây hấp dẫn không chỉ với dân công nghệ mà còn với cả những người dùng bình thường." Bản cắt cuối cùng của đoạn video phỏng vấn còn bao gồm góc nhìn từ webcam của iJustine khi cô truyền trực tiếp cuộc phỏng vấn trên kênh của mình. Khi Sites muốn cô tắt hết các thiết bị lifecast sau đó, anh thấy rằng "lúc này cuộc trò chuyện có vẻ thoải mái và tự nhiên hơn," và cô đã bàn luận về việc nhiều người chỉ suốt ngày xem và công khai đánh giá cô.
Vào đầu tháng 9 năm 2007, cô xuất hiện trên một bài báo được đưa lên trang chính của Yahoo!, khiến cho lượng người xem thường trực của cô đạt mức 4000 người. Tới cuối tháng 9 năm 2007, cô sống tại Pittsburgh và đảm nhiệm công việc làm người phát ngôn cho Bill Peduto, một thành viên Hội đồng thành phố Pittsburgh. Cô cũng làm việc tại Xtrain, một công ty chuyên đào tạo các chuyên gia về truyền thông mới. Mặc dù cha luôn ủng hộ, bạn bè của cô lại bắt đầu cảm thấy chán ngán, cho rằng những hoạt động của cô gây phiền hà cho họ. Vào tháng 10 năm 2007, cô được mô tả là một trong những lifecaster nổi tiếng nhất trên web bởi các tờ báo của Công ty Tribune như Chicago Tribune. Mùa thu năm đó, cô tham dự Triển lãm BlogWorld & New Media, được quảng bá là hội nghị về truyền thông xã hội lớn nhất thế giới.
Tới tháng 4 năm 2008, iJustine hầu như đã giảm đáng kể tần suất lifecast của mình. Cô quay lại theo đuổi nghề thiết kế web và biên tập video, đồng thời chuyển về sống tại Carnegie. Nhờ có dụng cụ mới từ Nokia, cô đã có thể lifecast và video stream trực tiếp mà không cần kết nối với máy tính. Cô tiếp tục xuất hiện hàng tuần trên trang web của riêng mình tại địa chỉ www.ijustine.tv. Khi chiếc iPhone 3G được ra mắt tháng 7 năm 2008, iJustine, khi đó vẫn là cư dân ở Carnegie, dự định đi nghỉ tại Bắc Carolina và mong tìm được một cửa hàng nào đó của AT&T để nâng cấp chiếc điện thoại ngay trong kỳ nghỉ. Tháng 6 năm đó, iJustine được Intel và hãng PR Ogilvy & Mather đưa vào ban cố vấn chiến lược truyền thông xã hội gồm 10 người. Vào cuối năm 2008, cô chuyển địa điểm hoạt động của mình từ Pittsburgh, Pennsylvania về Los Angeles, California.

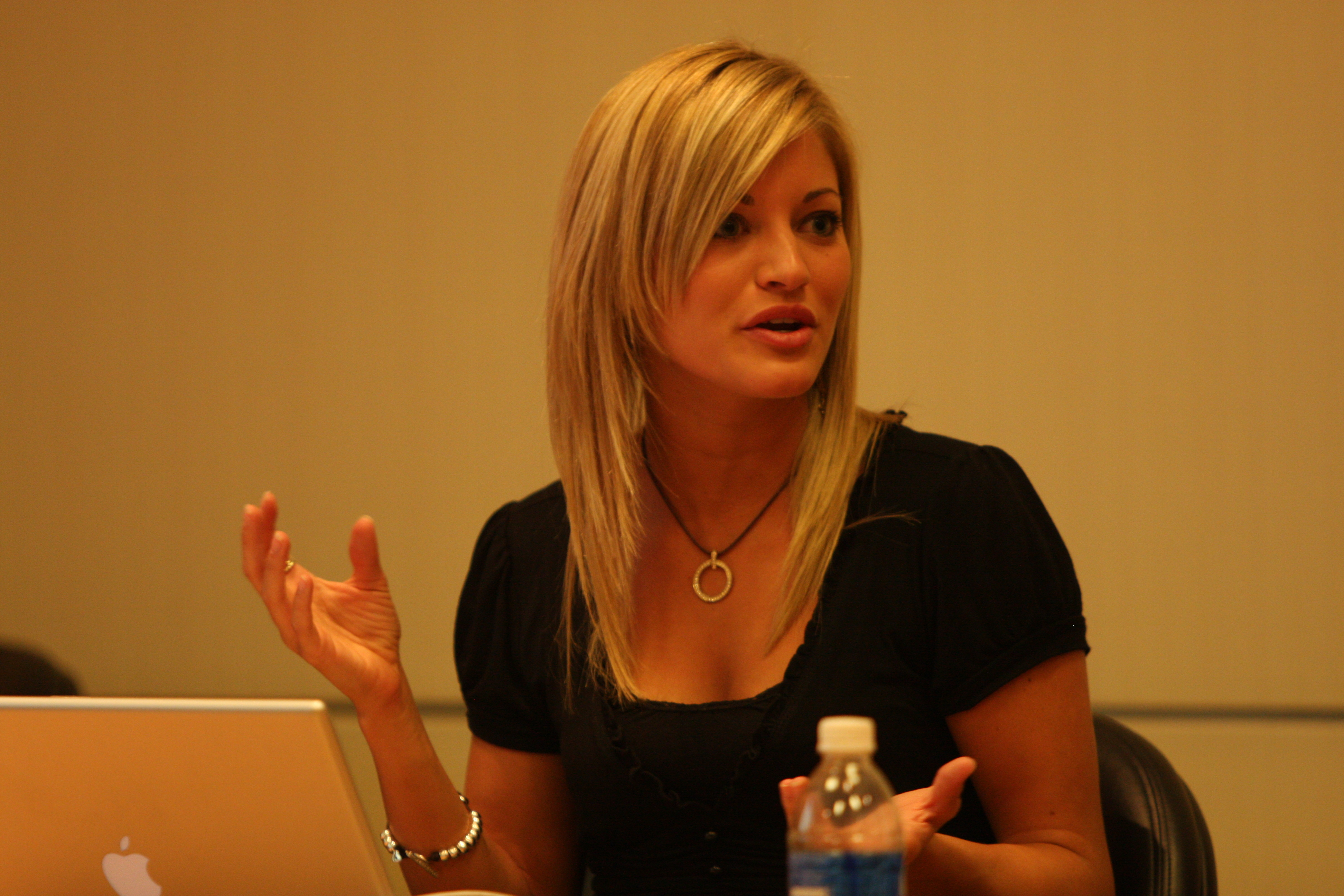
iJustine tham gia thảo luận tại một sự kiện của Intel, nơi cô làm việc trong ban cố vấn chiến lược truyền thông xã hội của hãng (24-06-2008)

Ezarik đăng một video nói về chuyện một lần muốn đặt một chiếc burger phô mai và đạt được tới 600.000 lượt xem trong tuần đầu tiên. Ezarik đã coi iJustine như một nhân vật riêng, và vì vậy, cô luôn cố không nói tục hay uống rượu bia trong bất cứ video nào của mình. Tới tháng 1 năm 2009, cô đã giảm các hoạt động lifecast của mình xuống còn chỉ vài giờ mỗi tuần, và tới tháng 4 năm đó thì kênh lifecast của cô không còn hoạt động. Khi iJustine mới chuyển tới Los Angeles, cô được Richard Frias quản lý, cũng là người quản lý của hai nhân vật nổi tiếng trên YouTube khác là HappySlip và KevJumba, nhưng theo một bài đăng của cô trên tài khoản Twitter phụ, cô hoàn toàn không có quản lý và kiếm tiền bằng việc tham gia các hội nghị và sự kiện quảng bá trực tuyến. Vào lúc này, cô cho rằng cộng đồng người hâm mộ của mình chủ yếu có độ tuổi từ 11 tới 18.
Vào tháng 10 năm 2008, cô trở thành người dẫn cho một chương trình âm nhạc và phong cách sống trực tuyến được sản xuất bởi PluggedIn.com có tên là The PluggedIn 5. Năm 2008, cô chuyển hẳn về sống tại Los Angeles. Cô tham gia vào loạt các video quảng cáo có tên là "Lost in America" trên trang web của AT&T. Loạt video quảng cáo này, với sự xuất hiện của iJustine và Karen Nguyen, một blogger nổi tiếng, không được coi là thành công. Trong loạt video này, hai nhân vật iJustine và Nguyen đi lạc ở nhiều nơi và họ phải sử dụng những thiết bị của AT&T để giải quyết các vấn đề trong chuyến đi. Sau khi 11 tập đầu tiên được đăng tải trong suốt hai tuần của tháng 11 năm 2008, loạt video chỉ đạt được tổng cộng 31.000 lượt xem theo Tubemogul.

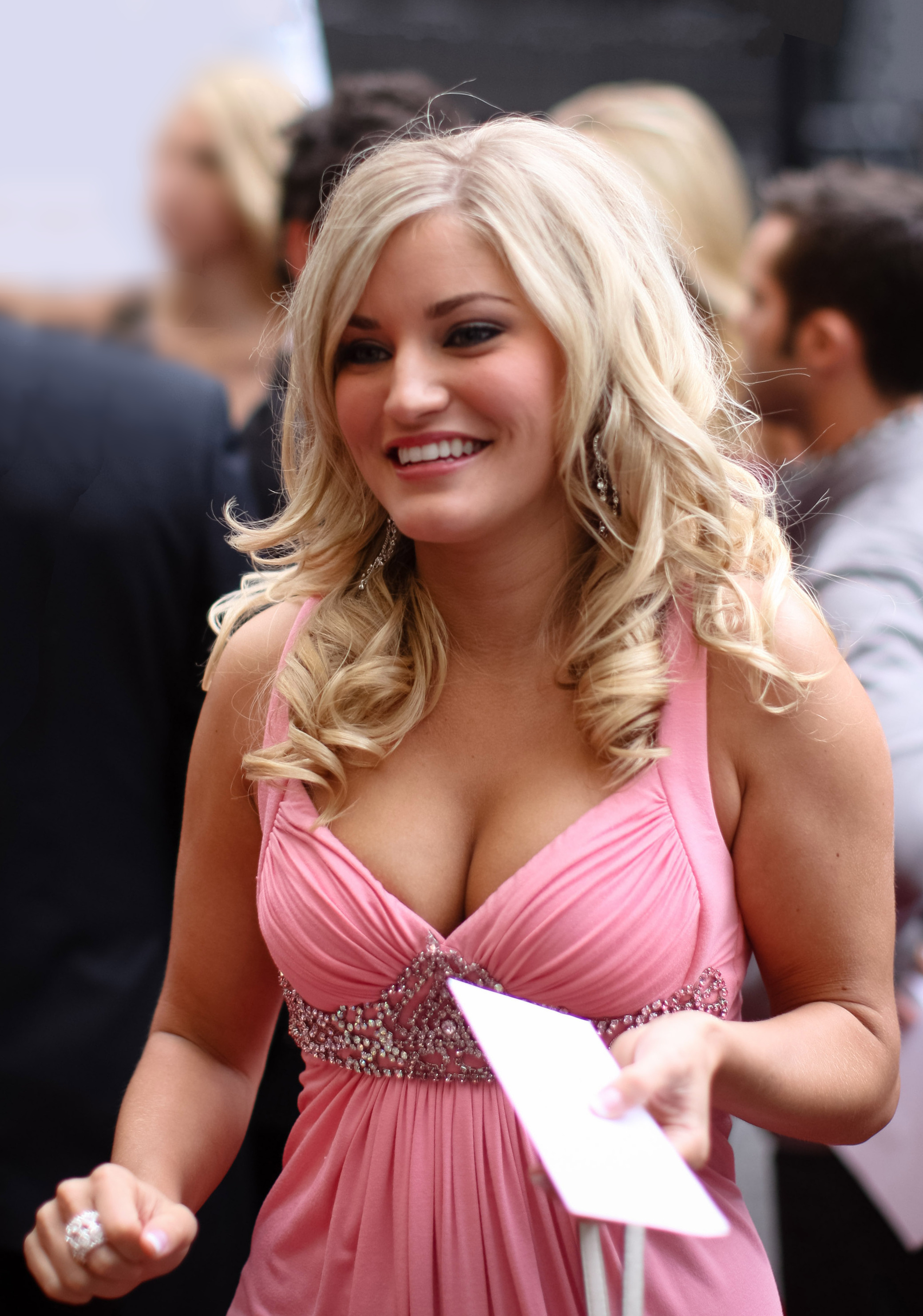
iJustine vào năm 2010

iJustine cũng đã tham gia sản xuất ba đoạn phim quảng cáo trong một chiến dịch quảng bá truyền hình toàn quốc của Mozy, một dịch vụ sao lưu và phục hồi dữ liệu trực tuyến. Cô cũng được MTV và Dick Clark Productions chọn làm người dẫn trong các chương trình trước các buổi lễ trao giải. Tới tháng 4 năm 2009, cô có khoảng 50.000 bạn bè trên MySpace và 5.000 bạn trên Facebook, cũng là giới hạn số bạn bè tối đa trên mạng xã hội này. Một bài viết của USA Today tháng 4 năm 2009 có nhắc tới cô với 386.000 lượt theo dõi trên Twitter. Tới tháng 6 năm 2009, cô có 590.000 lượt theo dõi trên Twitter, 94.000 lượt đăng ký trên kênh YouTube iJustine và 25.000 người hâm mộ trên Facebook. Bài viết của USA Today còn nhắc tới việc cô giảm tần suất lifecast của mình trước những ảnh hưởng không tốt tới cuộc sống bản thân. Carl's Jr. đã thuê một nhóm các ngôi sao YouTube, bao gồm cả iJustine để sản xuất các đoạn quảng cáo cho sản phẩm Portobello Mushroom Six-Dollar Burger mới của hãng, được đăng tải trên kênh YouTube của Carl's Jr., cũng như các kênh YouTube của nhóm sản xuất và các trang truyền thông khác của Google. Sau vụ tấn công từ chối dịch vụ vào dịch vụ Twitter ngày 6 tháng 8 năm 2009, iJustine xuất hiện trong một bài viết của The Wall Street Journal về những cách mà cô truy cập vào trang trong thời gian này, ví dụ như nhấn phím chức năng F5 (tức là phím làm mới trang) liên tục. Vào tháng 12 năm 2009, USA Today cho biết iJustine kiếm được khoảng 75.000 USD hằng năm từ YouTube, đồng thời có gần một triệu người theo dõi trên Twitter và 300.000 người đăng ký trên YouTube. Cũng trong bài viết này, cô có tổng lượt xem trên YouTube là 64 triệu lượt, đồng thời video parody cho bài hát "I Gotta Feeling" của nhóm nhạc The Black Eyed Peas do cô đăng tải đã thu hút được 4,8 triệu lượt xem. Bài viết còn cho biết iJustine quay video này bằng một chiếc máy ảnh số Canon Powershot 400 đô và một chiếc thảm xanh 12 đô từ IKEA để làm màn hình xanh cho phần hiệu ứng.
Vào ngày 1 tháng 3 năm 2010, iJustine được đề cử trong hạng mục Vlogger xuất sắc nhất của Giải Streamy 2010. iJustine được tạp chí Maxim xếp thứ 97 trong danh sách "Hot 100" năm 2010. Năm 2010, General Electric thuê cô làm năm video cho chiến dịch quảng bá có tên Healthymagination của hãng. Các video này nhận được hơn 2 triệu lượt xem. Cô cũng từng cộng tác với Mattel và Intel. Vào tháng 4 năm 2011, cô được đề cử Giải Webby dành cho Nhân vật/người dẫn chương trình web xuất sắc nhất. Mỗi hạng mục của Giải Webby gồm hai giải – Giải Webby, được chọn bởi Viện Hàn lâm Nghệ thuật và Khoa học số Quốc tế, và Giải Tiếng nói Khán giả (The People's Voice Award) do công chúng bình chọn. iJustine đã thắng giải Tiếng nói trong hạng mục này.
Vào tháng 11 năm 2013, iJustine trở thành người dẫn cho chương trình trực tuyến trên mạng xã hội cho lễ trao giải Nickelodeon HALO. Cô tiếp tục được đề cử tại lễ trao giải Streamy lần thứ 4 năm 2014 dành cho Màn cộng tác xuất sắc nhất cùng với Rooster Teeth, Freddie Wong, Greg Miller, và Adam Kovic. Tại lễ trao giải Streamy năm 2015, iJustine cũng đoạt giải trong hạng mục Phong cách sống.
iJustine ký hợp đồng với hãng đại diện William Morris Endeavor vào tháng 7 năm 2017, và cô được đưa vào trong danh sách top 10 những người có ảnh hưởng trong ngành công nghệ/kinh doanh của Forbes năm 2017.

## Sự nghiệp diễn xuất
Vào ngày 4 tháng 11 năm 2009, cô xuất hiện trong một tập ở mùa thứ 11 của loạt phim truyền hình Law & Order: Special Victims Unit với vai AJ, nạn nhân 16 tuổi của một vụ giết người. Cô cũng được biết tới là thí sinh trong tập thứ 7.000 của cuộc thi The Price Is Right (Hãy chọn giá đúng) sau khi thắng giải là một chuyến đi hạng nhất tới Acapulco, México, một chiếc máy tính Apple Mac Pro, một chiếc đồng hồ Rolex, bộ dụng cụ nấu ăn Viking, và một bộ keyboard MIDI. Theo trang IMDb.com, trong các năm 2009 vào 2010 cô từng xuất hiện với các vai diễn khách mời trong BlackBoxTV Presents,The Station và Totally Sketch. Cô cũng tham gia diễn xuất trong tập phim "Middle Men" ngày 3 tháng 11 năm 2010 của mùa thứ sáu của loạt phim Criminal Minds. Cô cũng nhận vai diễn phụ Passion Fruit, là người mà nhân vật chính Orange có tình cảm, trên series YouTube The Annoying Orange. Cô cũng xuất hiện trong tập phim "The New Deal", phát ngày 5 tháng 1 năm 2012 trong mùa 3 của loạt phim The Vampire Diaries. Từ ngày 31 tháng 3 tới ngày 5 tháng 5 năm 2012, cô trở thành người dẫn cho loạt chương trình truyền hình thực tế Escape Routes. Vào lúc đó, trang Twitter của cô có hơn 1,4 triệu lượt theo dõi. iJustine còn xuất hiện trong mùa 6 của loạt phim truyền hình web The Guild.
Sau khi được gọi là "người gây ảnh hưởng nhiều nhất trên mạng" trong một bài báo của Fast Company và đứng ở vị trí thứ 6 trong bảng xếp hạng Chỉ số Quyền lực số (Digital Power Index) của The Daily Beast vào năm 2012, iJustine ký hợp đồng với công ty đại diện là United Talent Agency vào năm 2013. Năm 2014, cô được đưa vào danh sách 100 người có ảnh hưởng nhiều nhất hướng tới đối tượng khán giả từ 18–34 tuổi bởi Joel Stein của tạp chí Time. Billboard đã đưa cô vào danh sách các ngôi sao truyền thông xã hội năm 2015. Cô từng dẫn chương trình trên bản tin E! News và đài NBC. Cô còn là diễn viên khách mời trong bộ phim hài The Wedding Ringer năm 2015 với vai Pam. Cô cũng xuất hiện trong bộ phim của Syfy Sharknado: The 4th Awakens năm 2016 cùng với sê-ri web trên Escape the Night của YouTube Red.
Ngày 1 tháng 12 năm 2016, iJustine được công bố trở thành cố vấn cho giám khảo Arnold Schwarzenegger trong chương trình truyền hình The New Celebrity Apprentice.

## Tác phẩm xuất bản
Vào tháng 5 năm 2014, Simon & Schuster thông báo bộ phận Atria Publishing Group của công ty đã hợp tác cùng United Talent Agency xuất bản các cuốn sách được viết bởi một nhóm các ngôi sao trên mạng xã hội, trong đó có iJustine. Cuốn sách của cô – có tựa đề I, Justine (ISBN 1476791511) – được phát hành vào ngày 2 tháng 6 năm 2015. David Zax của Fast Company đã mô tả cuốn sách như sau: "Ezarik đã viết nên một tác phẩm như một bài báo điều tra về chính cô thông qua những dòng tweet, những bức ảnh và video để giúp cô tự nhớ ra rằng mình là ai."

## Danh sách phim

### Phim
| Năm  | Tựa đề                             | Vai                  | Ghi chú   |
| ---- | ---------------------------------- | -------------------- | --------- |
| 2010 | The House That Drips Blood on Alex | Melissa              | Phim ngắn |
| 2015 | The Wedding Ringer                 | Pam, vợ của Stuart   |           |
| 2015 | Absolute Peril                     | Jane                 |           |
| 2015 | Lazer Team                         | Vlogger              | Khách mời |
| 2016 | Sharknado: The 4th Awakens         | Trợ lý               | Khách mời |
| 2017 | A Stork's Journey                  | Social Media Pigeons |           |

### Truyền hình
| Năm        | Tựa đề                                          | Vai                | Ghi chú                            |
| ---------- | ----------------------------------------------- | ------------------ | ---------------------------------- |
| 2009       | Law & Order: Special Victims Unit               | A.J. Dunne         | Tập phim: "Users"                  |
| 2010       | Level 26: Dark Prophecy                         | Kate Hale          | Phim truyền hình ngắn              |
| 2010       | Criminal Minds                                  | Meredith Joy       | Tập phim: "Middle Man"             |
| 2010       | The Bold and the Beautiful                      | Phóng viên số 3    | Tập phim: "1.5947"                 |
| 2011       | E! News                                         | Chính cô           | Dẫn chương trình khách mời; 2 tập  |
| 2012       | The Vampire Diaries                             | Nhân viên quầy bar | Tập phim: "The New Deal"           |
| 2012       | Escape Routes                                   | Chính cô           | Đồng dẫn chương trình; 6 tập       |
| 2012– 2014 | The High Fructose Adventures of Annoying Orange | Passion Fruit      | Vai chính; 56 tập                  |
| 2017       | Chopped                                         | Chính cô           | Tập phim: "Star Power: Web Stars!" |

### Web
| Năm        | Tựa đề                             | Vai                 | Ghi chú                                                           |
| ---------- | ---------------------------------- | ------------------- | ----------------------------------------------------------------- |
| 2009– nay  | The Annoying Orange                | Passion Fruit/Mandy | Vai chính; 16 tập                                                 |
| 2009       | Totally Sketch                     | Chính cô            | Tập phim: "Behind the Spoof"                                      |
| 2009       | The Station                        | Chính cô            | Tập phim: "Zombies Take Over"                                     |
| 2010       | The YouTube Assassin               | Chính cô            | Tập phim: "3"                                                     |
| 2011       | The Last Moments of a Relationship | Người bạn gái       | Tập phim: "Blessed Girlfriend"                                    |
| 2012       | The Tommy Wi-Show                  | Chính cô            | Tập phim: "Fight Night Champion"                                  |
| 2012       | Video Game High School             | Bella               | Tập phim: "Shot Heard Round the World"                            |
| 2012       | The Guild                          | Sabina              | Tập phim: "Into the Breach", "Occupy HQ"                          |
| 2012– nay  | YouTubers React                    | Chính cô            |                                                                   |
| 2012– 2013 | MyMusic                            | Hipster Idol        | Vai phụ; 3 tập                                                    |
| 2013       | Lauren                             | Annie               | Vai phụ; 2 tập                                                    |
| 2013– nay  | The Gauntlet                       | Chính cô            | Vai phụ; 6 tập                                                    |
| 2014       | District Voices                    | Chính cô            |                                                                   |
| 2015       | Fight of the Living Dead           | Thí sinh            |                                                                   |
| 2016       | Escape the Night                   | The Gambler         | Vai chính; sê-ri YouTube Red: 3 tập                               |
| 2016       | Bad Internet                       | LizzieBeth          | Tập phim: "YouTube Death Battle Showdown"                         |
| 2017       | Good Mythical Morning              | Chính cô            | Tập: "Strange Lollipop Taste Test ft. Rosanna Pansino & iJustine" |
| 2018       | MKBHD                              | Chính cô            | Tập: "Naming the new iPhone X? Ask MKBHD V30!"                    |

## Giải thưởng và đề cử
| Năm  | Hạng mục | Giải                                 | Kết quả                      |
| ---- | --- | ------------------------------------ | ---------------------------- |
| 2010 | Vlogger xuất sắc nhất | Giải Streamy                         | Đề cử (với tên iJustine)     |
| 2010 | Ngôi sao web được yêu thích nhất | Teen Choice Awards                   | Đề cử (với tên iJustine)     |
| 2011 | Nhân vật/Dẫn chương trình web | Giải Webby (Giải Tiếng nói Khán giả) | Đoạt giải (với tên iJustine) |
| 2013 | Loạt chương trình góc nhìn thứ nhất xuất sắc nhất | Giải Streamy                         | Đề cử (với tên iJustine)     |
| 2014 | Ngôi sao web được yêu thích nhất | Teen Choice Awards                   | Đề cử (với tên iJustine)     |
| 2014 | Ngôi sao web được yêu thích nhất: Trò chơi điện tử | Teen Choice Awards                   | Đề cử (với tên iJustine)     |
| 2014 | Màn cộng tác xuất sắc nhất dành cho The Gauntlet: Mùa 2 (cùng với Rooster Teeth, Freddie Wong, Greg Miller, và Adam Kovic)                                                                                            | Giải Streamy                         | Đề cử (với tên iJustine)     |
| 2015 | Loạt chương trình phong cách sống xuất sắc nhất | Giải Streamy                         | Đoạt giải (với tên iJustine) |
| 2016 | Dàn diễn viên chính xuất sắc nhất dành cho Escape the Night (cùng với Joey Graceffa, Shane Dawson, Sierra Furtado, Lele Pons, GloZell Green, Matt Haag, Oli White, Andrea Brooks, Timothy DeLaGhetto và Eva Gutowski) | Giải Streamy                         | Đoạt giải (với tên iJustine) |